# Le Vilar de Fanjaus
Le Vilar (en francès Villasavary) és un municipi francès situat al departament de l'Aude i a la regió d'Occitània.